# Trnovo (Federación de Bosnia-Herzegovina)
Trnovo es una municipalidad y localidad de Bosnia y Herzegovina. Se encuentra en el cantón de Sarajevo, dentro del territorio de la Federación de Bosnia y Herzegovina. La capital de la municipalidad de Trnovo es la localidad homónima.

## Localidades
La municipalidad de Trnovo se encuentra subdividida en las siguientes localidades:
- Balbašići
- Bašci
- Bistročaj
- Bobovica
- Bogatići
- Boljanovići
- Brda
- Brutusi
- Čeružići
- Češina Strana
- Čunčići
- Dejčići
- Delijaš
- Divčići
- Donja Presjenica
- Dujmovići
- Durakovići
- Godinja
- Gornja Presjenica
- Govedovići
- Gračanica
- Hamzići
- Ilovice
- Jelačići
- Karovići
- Kozija Luka
- Kramari
- Krsmanići
- Ledići
- Lisovići
- Lukavac
- Mađari
- Mijanovići
- Obla Brda
- Ostojići
- Pendičići
- Pomenovići
- Prečani
- Rakitnica
- Rijeka
- Sjeverovići
- Slavljevići
- Šabanci
- Šabići
- Šišići
- Trebečaj
- Tušila
- Umčani
- Umoljani
- Vrbovnik
- Zabojska
- Zagor

## Demografía
En el año 2009 la población de la municipalidad de Trnovo era de 2 524 habitantes. La superficie del municipio es de 338.4 kilómetros cuadrados, con lo que la densidad de población era de 7 habitantes por kilómetro cuadrado.